# Josef Schmalwieser
Josef „Benno“ Schmalwieser (* 24. Februar 1905 in Wolfsegg; † 26. Jänner 1942 in Innsbruck) war ein österreichischer Musiker und Konzertmeister.

## Leben
Schmalwieser wurde als Sohn von Johann und Maria Schmalwieser geboren. Von 1915 bis 1927 studierte er am Mozarteum in Salzburg Violine und Flöte. Im Dezember 1925 trat er zum ersten Mal als Duo-Partner von Herbert von Karajan auf. Während und nach seinem Studium am Mozarteum spielte er u. a. unter der Leitung von   Franz Ledwinka im Salzburger Kammerkunstquartett, das aus Josef Schmalwieser (1. Violine), Karl Hausner (2. Violine),   Gustav Schreiber (Cello) und   Franz Ledwinka (Klavier) bestand. Ein Publikumserfolg in dieser Zeit waren die   Lichtbildkunstabende (künstlerische Leitung   Ledwinka) bei denen Lichtbildprojektionen mit Wort, Gesang und Musik kombiniert wurden. Die Künstlertruppe gab Vorstellungen in Österreich, Deutschland, Italien und der Tschechoslowakei.
Um 1932 war Josef Schmalwieser Konzertmeister in Ulm. Zu dieser Zeit war Herbert von Karajan dort Kapellmeister am Stadttheater und beim Philharmonischen Orchester. 1934 trennten sich ihre Wege.
In der Saison 1934/35 wurde Josef Mitglied des „Salzburger Streichquartett Mozarteum“, bestehend aus Theodor Müller, Josef Schmalwieser, Wilhelm Reutterer und Georg Weigl. Das Quartett spielte in diesem Jahr 6 Konzerte der Internationalen Stiftung Mozarteum.
Im Jahr 1938 übernahm Schmalwieser die Leitung des Symphonieorchesters Innsbruck. Aus Josef Schmalwieser wird J. Benno Schmalwieser. Unter seiner Leitung gab das Symphonieorchester Werkkonzerte. Das Orchester spielte dabei in Fabriken für die Arbeiterschaft, zum Beispiel in der Textilfabrik Schindler in Vorarlberg oder im Bräuhaus in Innsbruck. Einige dieser Konzerte wurden auch im Radio übertragen. Josef Schmalwieser starb 1942 in Innsbruck im Alter von 36 Jahren.